# Polyrhachis relucens
Polyrhachis relucens é uma espécie de formiga do gênero Polyrhachis, pertencente à subfamília Formicinae.